# Paramo d'Ocetá

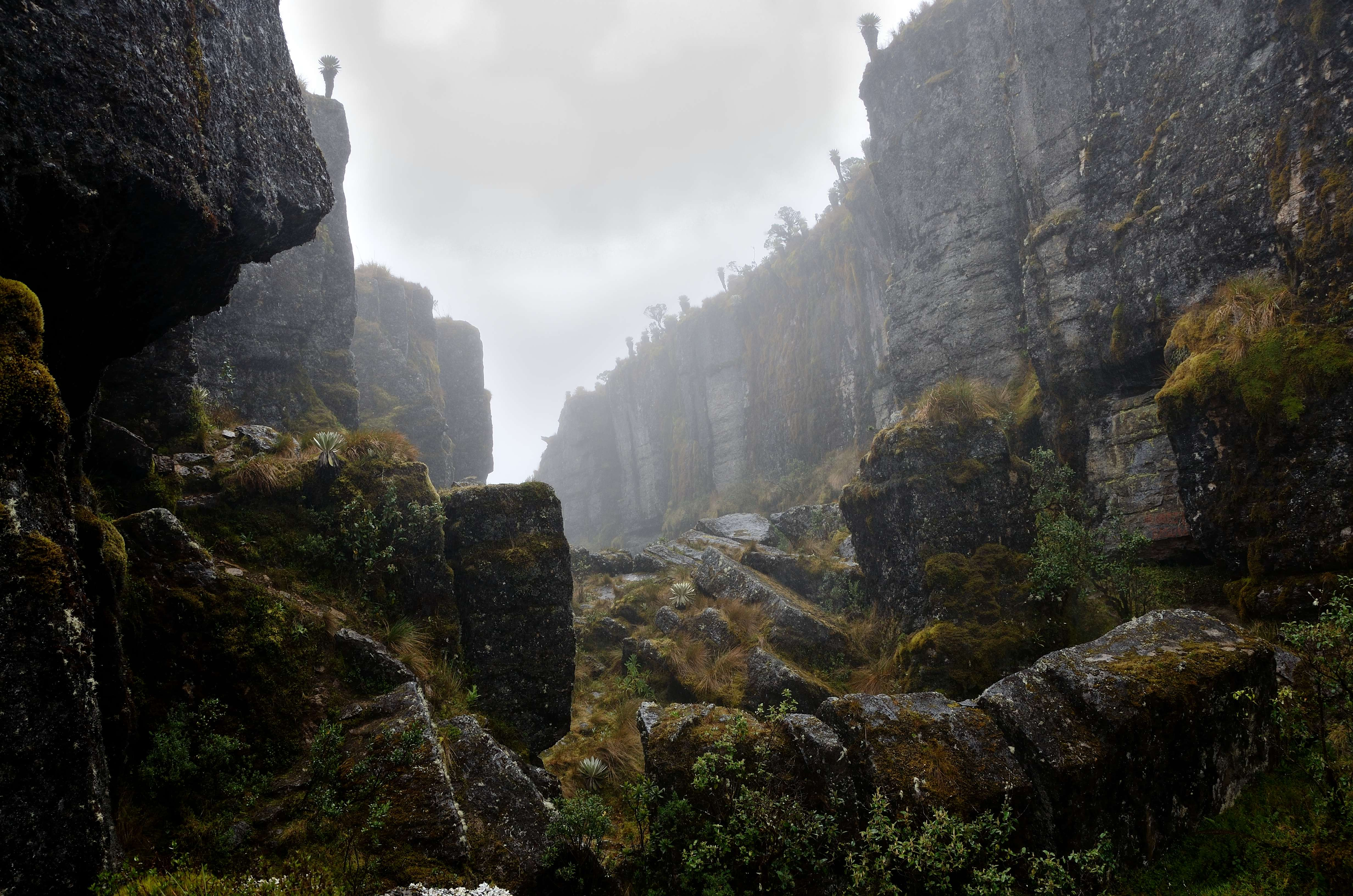
Ciudad de piedra dans le Paramo de Ocetá.

Le paramo d'Ocetá est un paramo situé en Colombie, à Monguí dans le département de Boyacá.